# 罗贝托·波拉尼奥
罗贝托·波拉尼奥·阿巴洛斯（Roberto Bolaño Ávalos，1953年4月28日—2003年7月15日），智利著名小说家，诗人。代表作有《荒野侦探》（1999），《2666》（2004，逝后发表）
1999年他因小说《荒野侦探》获得了罗慕洛·加列戈斯国际小说奖，并在2008年因他的著名小说《2666》被授予美国书评人协会小说奖。其作品经翻译在美国出版后引起轰动，《纽约客》、《纽约时报》等媒体均以大量篇幅报道，是罕见的能在美国掀起阅读热潮的外国作者。
截止2024年1月，其已被翻译成中文并在中国大陆出版的作品包括《荒野侦探》、《2666》、《地球上最后的夜晚》、《美洲纳粹文学》、《未知大学》、《护身符》、《遥远的星辰》、《智利之夜》、《佩恩先生》、《帝国游戏》、《科幻精神》与《重返暗夜》。

## 生平

### 智利的童年
波拉尼奥 1953 年出生于圣地亚哥，父亲是一名卡车司机（同时也是一名拳击手），也是一名教师。 他和他的妹妹在智利的南部沿海地区度过了早年。据他自己说，他瘦削、近视、书呆子气：是一个没有出息的孩子。他有诵读困难，经常在学校受到欺凌，在那里他感觉自己像个局外人。他来自一个中下阶层家庭， 虽然他的母亲是畅销书迷，但他们并不是一个知识分子家庭。 他有一个妹妹。 他十岁时开始了第一份工作，销售基爾普埃-瓦爾帕萊索路线上的巴士票。 他童年的大部分时间都在洛桑赫莱斯度过。 

### 墨西哥的青年
1968年，他与家人搬到墨西哥城。他辍学，担任记者，并积极参与左翼政治活动。 

### 短暂返回智利
波拉尼奥人生中的一个关键事件，一个被以不同形式在他的多个作品中被提及的事件，发生在 1973 年，当时他离开墨西哥前往智利，通过支持萨尔瓦多·阿连德的民主社会主义政府，来“帮助建立革命”。奥古斯托·皮诺切特发动针对阿连德的右翼军事政变后，博拉尼奥因涉嫌作为“恐怖分子”而被捕，并被关押了八天。 他被两名当狱警的昔日同学救了出来。波拉尼奥在故事《Dance Card》中描述了这段经历。根据他在这个故事中对事件的描述，他并没有像他预想的那样受到折磨，但“在凌晨时分，我能听到他们折磨别人；我无法入睡，除了一本别人留下的英文杂志之外，没有什么可读的。杂志里唯一有趣的文章是关于曾经属于迪伦·托马斯的一栋房子……多亏了和我一起上高中的两个侦探，我才得以脱身。” 故事《侦探》中，也从波拉尼奥昔日同学的角度叙述了这个事件。然而，自 2009 年以来，波拉尼奥在那个时代的墨西哥朋友对他 1973 年是否真的在智利产生了怀疑。 
波拉尼奥对自己的祖国有着矛盾的情感。他因猛烈抨击伊莎贝尔·阿连德和其他文学界人士而在智利声名狼藉。智利裔阿根廷小说家兼剧作家Ariel Dorfman评论说：“他不适合智利，他所经历的排斥让他可以自由地说他想说的任何话，这对于一个作家来说可能是好事。”

### 重返墨西哥
1974年，波拉尼奥从智利经陆路返回墨西哥时，据称在萨尔瓦多与诗人Roque Dalton和法拉本多·马蒂民族解放阵线的游击队一起度过了一段小插曲，但这段插曲的真实性已受到怀疑。
20世纪60年代，自青年起就是无神论者的波拉尼奥成为托洛茨基主义者 ，并于1975年成为小众诗学运动“Infrarrealismo”（现实以下主义）的创始成员。他在《荒野侦探》中满怀感情地再现了这场运动的各个方面。 
重返墨西哥后，他生活得像一位放荡不羁的，波西米亚式的诗人。他的编辑Jorge Herralde回忆道，"尽管他是个无名小卒，但却是所有出版社都害怕的职业煽动者，他会突然地参加文学演讲和朗诵会。"

### 移居西班牙
1977年，波拉尼奥于移居欧洲，并最终来到西班牙，在那里结婚，定居在地中海沿岸靠近巴塞罗那的布拉瓦海岸，当过洗碗工、露营地管理员、钟点工和垃圾收集员。他利用业余时间写作。从上世纪 80 年代到去世，他一直住在加泰罗尼亚的海滩小镇布拉内斯。
他继续诗歌创作，四十岁出头转向小说创作。波拉尼奥在接受采访时表示，他开始写小说是因为他觉得自己有责任为家人未来的经济福祉责任，而他知道永远无法靠着当诗人的收入获得这种福祉。 Jorge Herralde 证实了这一点，他解释到，波拉尼奥“放弃了节俭的垮掉派生活”，因为 1990 年儿子的出生让他“决定要对家庭的未来负责，而且通过写小说谋生会更容易。”然而，他仍然认为自己主要是一名诗人，他的诗集跨越 20 年，于 2000 年以《Los perros románticos》 （ 《浪漫主义狗》）为题出版。

### 疾病与死亡
波拉尼奥在长期健康状况恶化后于 2003 年去世。在创作《2666》期间，他遭受了肝功能衰竭，并一直在肝移植等候名单上；  他去世时排在名单的第三位。 
波拉尼奥去世前六周，他在塞维利亚参加的一次国际会议上，他的拉丁美洲小说家同行称赞他是这一代人中最重要的人物。他最亲密的朋友中包括小说家罗德里戈·费雷桑(Rodrigo Fresán)和恩里克·维拉-马塔斯(Enrique Vila-Matas) ；弗雷桑的悼词中写道：“罗伯托作为作家出现的时候，拉丁美洲不再相信乌托邦，天堂变成了地狱，那种畸形错愕的，噩梦惊醒的，不断逃离某种恐怖的感觉贯穿着《2666》和他所有的作品中。 ” “他的书是政治性的，”弗雷桑还指出，“但这种政治性更多的是私人的，而非激进的或煽动性的，更接近于垮掉派的神秘感，而不是轰动效应。”在弗雷桑看来，他是“独一无二的，没有工作关系网络的、全力以赴的、没有刹车的的作家，并以此创造了一种新的，成为伟大拉美作家的方式。”  来自《纽约时报》的拉里·罗特 (Larry Rohter) 写道：“波拉尼奥拿‘死后’开玩笑，他说这个词‘听起来像一位罗马角斗士的名字，一位不败的角斗士’，如果他看到自己的销量在自己死后如何上涨，无疑会感到非常有趣。”  2003年7月15日，他因肝功能衰竭在巴塞罗那瓦勒希伯伦大学医院去世。

## 主要作品

### 中长篇小说

###### 滑冰场
《滑冰场》（西班牙语：La pista de hielo）以巴塞罗那北部布拉瓦海岸的海滨小镇 Z 为背景，以三名男性的视角，讲述了一个围绕着美丽的花样滑冰冠军努里娅·马蒂而展开的故事。当他突然被奥运会代表队除名，一位自大而痴情的公务人员利用公款在当地一座豪宅废墟之上建造了一个滑冰场。但努里娅有了外遇，妒意来袭，这座滑冰场变成了犯罪现场。

###### 美洲纳粹文学
《美洲纳粹文学》（西班牙语：La literatura Nazi en América）出版于1996年，是一部虚构的百科全书式的作品。文中收录19世纪末至2029年，近百位拉美和美洲法西斯主义作家和文学评论家的生平，对他们进行讽刺与嘲弄，他们无视自己平庸的才能和稀少的读者，而热衷于热爱自我神话。虽然在波拉尼奥的作品中，文学总是会有这样的风险，但这些人却因为他们令人发指的政治观点脱颖而出。文中最后一个传记在《遥远的星辰》中被扩写为小说。

###### 遥远的星辰
《遥远的星辰》，（西班牙语：Estrella distante）1996年出版，故事基于《美洲纳粹文学》的最后一章，是一部发生在皮诺切特独裁政权的中篇小说。涉及谋杀，摄影，甚至是战机的烟在天空中燃烧的诗。这部黑暗而讽刺的作品，以畸怪又时而幽默的方式，叙述了智利的政治历史。

###### 荒野侦探
《荒野侦探》（西班牙语：Los detectives salvajes，台譯：《狂野追尋》），长篇小说，出版于1998年，获得罗慕洛·加列戈斯国际小说奖，入选2007年《纽约时报书评》十佳图书。
在《国家报》的一篇评论中，西班牙评论家、该报前文学编辑伊格纳西奥·埃切瓦里亚（Ignacio Echevarría）称该书为 “博尔赫斯会写的小说”（波拉尼奥经常表达他对博尔赫斯和科塔萨尔作品的喜爱，他曾在对阿根廷文学进行概述时说，"人们应该多读博尔赫斯的作品"。）。“波拉尼奥的天才不仅在于他杰出的写作水平，还在于他不拘泥于拉丁美洲作家的的创作模式。”埃切瓦里亚说，“他的作品既不是魔幻现实主义，也不是巴洛克或者地方主义，而是拉丁美洲的一面想象的，世外之镜，与其说是一个具体的地方，更像是一种精神状态。”
《荒野侦探》的核心部分是关于阿图罗·贝拉诺（该人物也出现在其他故事或小说中）和乌利塞斯·利马，于1976至1996 年间的旅行和冒险之中，一系列冗长而琐碎的报道。这些故事和冒险，由52个人物叙述，在九十年代中期的第一次利比里亚内战期间，他们从墨西哥联邦到以色列、巴黎、巴塞罗那、洛杉矶、旧金山、维也纳然后最终去到利比亚。小说的开头和结尾都夹杂着他们寻找“本能现实主义”（墨西哥二十年代前卫文学运动）的创始人，塞萨雷亚·蒂纳耶罗（Cesárea Tinajero）的故事，发生在1975年末至1976年初，由有志向的17岁诗人加西亚·马德罗叙述。他首先向我们讲述了围绕着“本能现实主义”的诗歌和社会场景，随后，跟随他的视角，他们从墨西哥城逃往索诺拉州，为小说划上句号。波拉尼奥称《荒野侦探》为“一封写给我们这代人的情书”。

###### 护身符
《护身符》（西班牙语： Amuleto ），出版于1999年。其主人公是《荒野侦探》中的一位次要角色奥克西里奥。她被困在墨西哥国立自治大学（UNAM）的一间浴室里长达两周，当时军队正在攻打学校。在这篇小说中，她遇见了许多拉丁美洲艺术家和作家，其中包括波拉尼奥的另一个自我--阿图罗·贝拉诺。不像《荒野侦探》，《护身符》始终由奥克西里奥第一人称叙述，但同时波拉尼奥著名的，疯狂的人物个性分裂写法，也存在其中。

###### 智利之夜
《智利之夜》（西班牙语：Nocturno de Chile）。小说叙述了智利天主教主业会神甫，同时也是一位平庸的诗人，塞巴斯蒂安·乌鲁提亚·拉克鲁瓦在临终前的呓语。在他职业生涯的关键时期，两名主业会人员找到了神甫乌鲁提亚，让他去访问欧洲考察古老教堂的保护情况——这对一位有艺术感的神职人员来说是一份完美的工作。
他抵达后，被告知欧洲教堂最大的威胁是鸽子粪便，而他的同行们已经找到了聪明的解决办法。他们成了猎鹰饲养人，在一座又一座小镇中，他目睹了神甫们的猎鹰凶狠地杀死成群的无害鸟群。令人恐惧是，耶稣会会士并没有反对这种血腥的建筑保护方式，这意味着对他雇主来说，他将被动地成为皮诺切特政权残暴的统治方式的帮凶。这是波拉尼奥对“知识分子”控诉的开端，他们退缩到艺术中，披上唯美主义的盾甲，而环绕他周围的世界却令人作呕，一尘不变，充满了不公与残忍。这本书代表了波拉尼奥返回智利后的观点。值得注意的一点是，本书原本打算被取名为《屎风暴》（西班牙语：Tormenta de Mierda），但最终在豪尔赫·赫拉尔德（Jorge Herralde）和胡安·比略罗（Juan Villoro）的说服下改回现在的名字。

###### 安特卫普
《安特卫普》被波拉尼奥的遗作管理人伊格纳西奥·埃切瓦里亚（Ignacio Echevarría）视作波拉尼奥的文学爆炸，这部散文诗一般的小说写于1980年，当时波拉尼奥27岁。这本书一直未出版，直至2002年，作者去世前一年，才以西班牙语《Amberes》出版。它叙述松散，结构缺失，更多的是围绕某些主题，反复出现的人物和轶事，它们当中的许多都成为了波拉尼奥后续创作的常用素材：犯罪和露营地，流浪者和诗歌，性和爱，腐败警察和不合群者。第一版新方向（New Directions）出版的该书书背上有波拉尼奥关于《安特卫普》的一句话："唯一不会让我难堪的小说就是安特卫普"。

###### 2666
《2666》，长篇小说，在他去世后，于2004年出版。被形容为“全景小说，它不仅是封顶之作，而且是给长篇小说重新定性的作品，同时它把长篇小说提高到一个令人感到眩晕的全新高度。”《2666》的创作是作者因肝病而面临死亡的最后五年生命中最主要的心事。小说被被分为五个部分，超过1100页。主要聚焦于虚构城市圣特雷莎（以华雷斯城为原型）中悬而未决又持续发生的连环谋杀案。《2666》描绘了20世纪的恐怖景象，通过大量人物，包括警察，记者，罪犯，以及四位寻找神秘的德国作家本诺·冯·阿琴波尔迪（像波拉尼奥本人）的学者。在2008年，本书获得美国国家书评人协会小说奖。奖项由该书译者娜塔莎·维默（Natasha Wimmer）。2009年3月，《卫报》报道称，研究人员在翻阅波拉尼奥的文学遗产时发现了《2666》的第6部分。

###### 第三帝国
《第三帝国》（西班牙语：El Tercer Reich），写于1989年，但在波拉尼奥死后才在他的文件中被发现。该书于2010以西班牙语出版，2011年出版英文译本。故事讲述一个来自德国的战争游戏冠军乌多（Udo）和他的女朋友英格伯格（Ingeborg）一起前往他童年时期呆过的布拉瓦海岸的一个小镇度假。在那里与陌生人一起玩名为“第三帝国的兴衰”的二战战争游戏打发时间。

###### 真正警察的灾祸
《真正警察的灾祸》（西班牙语：Los sinsabores del verdadero policía），于2011年出版西班牙语版本，2012年出版英文译本。这本小说描绘的情节和人物的被认为是对《2666》的补充。作品创作始于20世纪80年代，但直到作者去世仍未完成。

###### 科幻精神
《科幻精神》（西班牙语：El espíritu de la ciencia-ficción），波拉尼奥写于大约1984年，2016年在作者死后以西班牙语出版，2019年出版英译本。该小说被许多人视作《荒野侦探》的前身，“充满先声般的情节和人物形象”，并聚焦于居住在墨西哥城的年轻诗人和作家们的活动。

### 短篇小说集

###### 地球上最后的夜晚
《地球上最后的夜晚》（西班牙语：Llamadas Telefónicas），短篇小说集，出版于2006年。小说集收录14篇短文，主要由多个不同的人，以第一视角的方式叙述。其中一个由作者 "B. "叙述，而 "B. "则是作家本人的替身。

###### 重返暗夜
《重返暗夜》（The Return），短篇小说集，2010年出版英译本。

###### 无法忍受的高乔人
《无法忍受的高乔人》（西班牙语：El Gaucho Insufrible），收录了5部短篇小说和2篇散文，其中标题小说灵感来自阿根廷作家博尔赫斯的短篇小说《南方》，波拉尼奥的其他作品也提到过这个小说。

###### 邪恶的秘密
《邪恶的秘密》（西班牙语：El Secreto del Mal）是一部短篇小说，回忆录或散文集。西班牙语版本于2007年发布，共包含21篇，其中的19篇存在于2010年发布的英文版中。许多小说中的人物都在波拉尼奥之前的作品中出现过，包括他的“替身”阿图罗·贝拉诺，以及一些首次出现在《美洲纳粹文学》中的人物。

### 诗集

###### 浪漫主义狗
《浪漫主义狗》（西班牙语：Los perros románticos），2006年出版英译版，是他第一部被翻译成英文的诗集，2008年由New Directions出版双语版，译者为劳拉·希利（Laura Healy）。波拉尼奥曾说过，他认为自己首先是一名诗人，后来为了养活孩子才开始写小说。

###### 未知大学
《未知大学》，2013年出版英译版，译者为劳拉·希利（Laura Healy），豪华版的波拉尼奥诗歌全集。该英译版入围了2014年最佳翻译图书奖。

## 延伸阅读

### 英语
- Will H. Corral, "Roberto Bolaño: Portrait of the Writer as Noble Savage". World Literature Today LXXXI. 1 (November–December 2006). 51–54.
- Roberto Bolaño, Sybil Perez, Marcela Valdes. Roberto Bolaño: The Last Interview: And Other Conversations. Brooklyn, NY, Melville House Publishing, 2009.
- Valerie Miles, "A Journey Forward to the Origin" in Archivo Bolaño. 1977–2003. Barcelona, CCCB, 2013. pp. 136–141 Available online.[5]
- Ignacio López-Calvo, ed. Roberto Bolaño, a Less Distant Star: Critical Essays. New York, Palgrave Macmillan Publishing, 2015.
- Ignacio López-Calvo, ed. Critical Insights: Roberto Bolaño. Hackensack, NJ Salem Press, 2015.
- Alexandra Perisic. "“How to Get Away with Murder”: Multinational Corporations and Atlantic Crimes," (on the works of Roberto Bolaño), Precarious Crossings: Immigration, Neoliberalism, and the Atlantic. The Ohio State University Press, 2019.

### 西班牙语
- Celina Manzoni. Roberto Bolaño, la literatura como tauromaquia. Buenos Aires, Corregidor, 2002.
- Patricia Espinosa H. Territorios en fuga: estudios criticos sobre la obra de Roberto Bolaño. Providencia (Santiago), Ed. Frasis, 2003.
- Jorge Herralde.  Para Roberto Bolaño. Colombia, Villegas Editores, 2005.
- Celina Manzoni, Dunia Gras, Roberto Brodsky. Jornadas homenaje Roberto Bolaño (1953–2003): simposio internacional. Barcelona, ICCI Casa Amèrica a Catalunya, 2005.
- Fernando Moreno. Roberto Bolaño: una literatura infinita. Poitiers, Université de Poitiers / CNRS, 2005.
- Edmundo Paz Soldán, Gustavo Faverón Patriau (coord.). Bolaño salvaje. Canet de Mar (Barcelona). Ed. Candaya, 2008. (Includes DVD with documentary, Bolaño cercano, by Erik Haasnoot.)
- Will H. Corral, Bolaño traducido: nueva literatura mundial. Madrid, Ediciones Escalera, 2011.
- Myrna Solotorevsky, 'El espesor escritural en novelas de Roberto Bolaño' . Rockville, Maryland, Ediciones Hispamérica, 2012. ISBN 978-0-935318-35-7.
- Valerie Miles, 'Roberto Bolaño en Buenos Aires'. La Nación, 13 December 2013.[7]
- Ursula Hennigfeld (ed.). Roberto Bolaño. Violencia, escritura, vida. Madrid, Vervuert, 2015.